# کریستین هررا
کریستین هررا (انگلیسی: Kristin Herrera؛ زادهٔ ۲۱ فوریهٔ ۱۹۸۹) یک هنرپیشه اهل ایالات متحده آمریکا است. وی بین سال‌های ۲۰۰۰ تا ۲۰۰۸ میلادی فعالیت می‌کرد.
از فیلم‌های معروف او می‌توان به بازی در فیلم آزادی نویسندگان اشاره کرد.